# 齊維利斯克區

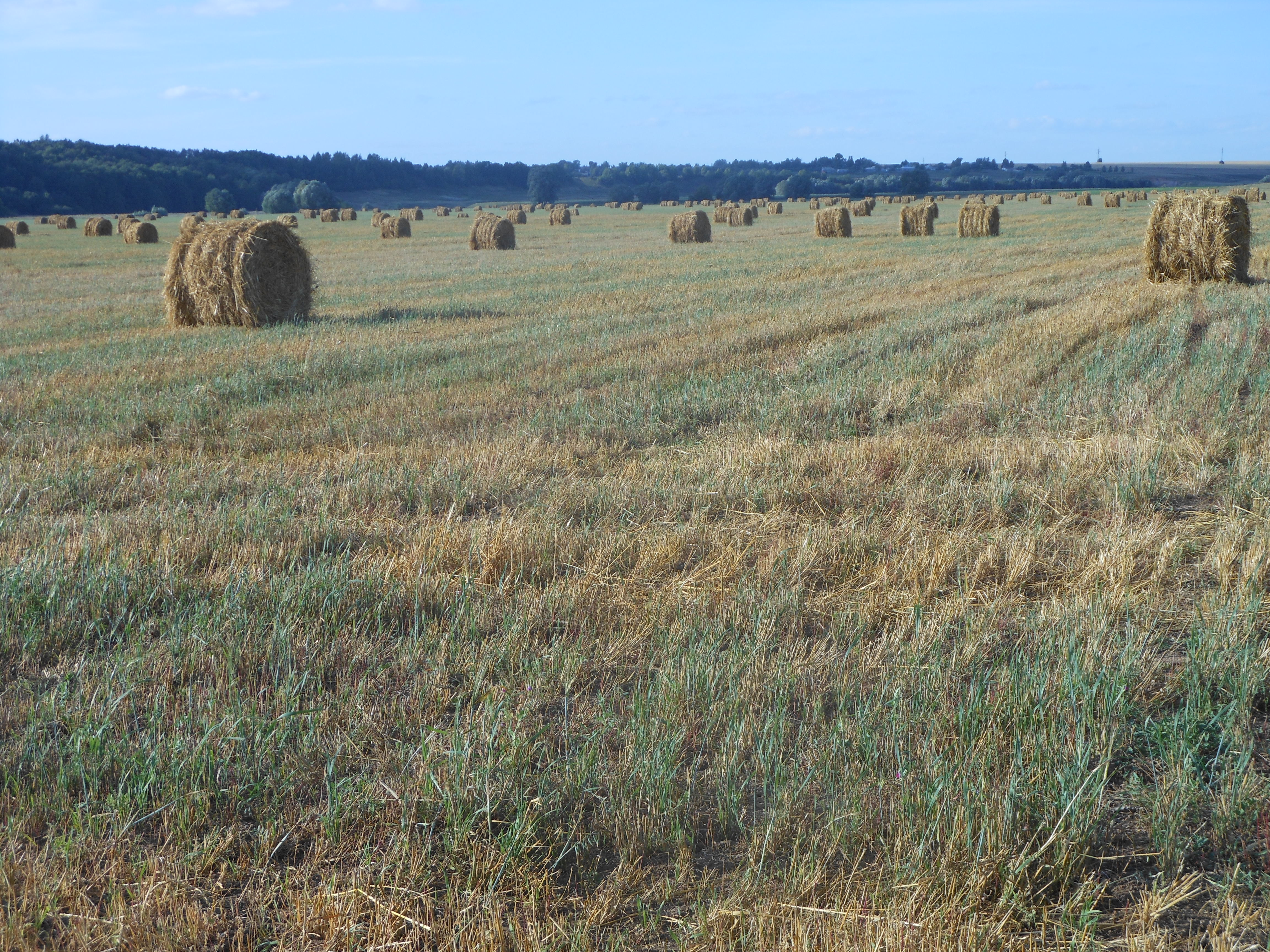

55°49′16″N 47°12′29″E / 55.821°N 47.208°E
齊維利斯克區（俄语：Цивильский район），是俄羅斯的一個區，位於該國西部，由楚瓦什共和國負責管轄，始建於1927年9月5日，面積790.8平方公里，2010年人口36,772，人口密度每平方公里46.5人。